# Kılıçlı, Sarıçam
Kılıçlı là một xã thuộc huyện Sarıçam, tỉnh Adana, Thổ Nhĩ Kỳ. Dân số thời điểm năm 2009 là 2.247 người.